# Dysphania palestraria
Dysphania palestraria är en fjärilsart som beskrevs av Achille Guenée 1858. Dysphania palestraria ingår i släktet Dysphania och familjen mätare. Inga underarter finns listade i Catalogue of Life.